# Beatriz de Día
La condesa de Día, quizá llamada Fromaige  (ca. 1140 - Provenza, 1212) fue la más famosa del grupo de trobairitz (trovadoras) provenzales en lengua occitana de finales del siglo XII. Considerada «delicadísima poetisa», sus canciones se estiman que constituyen «la manifestación de uno de los más vívidos y delicados temperamentos poéticos de la lírica femenina medieval»,

## Contexto cultural: los trovadores
Durante los siglos XI y XII, en lo que actualmente es Francia, se desarrolló el sistema señorial y feudal. Surgieron las cortes de amor, relacionadas con el amor cortés. Estas cortes de amor serán interpretadas por los trovadores, que compusieron música y poesía para todo tipo de público, desde la más compleja partitura, llena de dobles sentidos, hasta la melodía más sencilla para que cualquiera pudiese entenderla. Tanto es así, que la música trovadoresca se desarrolló en las cortes señoriales de toda Europa, destacando los valles occitanos en la Francia meridional. El idioma más usado, por consiguiente, era el occitano.
Era una persona perteneciente, generalmente, a la nobleza que componía canciones de amor y de otras temáticas como la crítica política. Se le diferencia del juglar porque, este último, tenía una vida ambulante. El trovador era un compositor y no vivía de su labor trovadoresca, mientras que el juglar no cantaba, sino que se aprendía los textos de memoria y los iba recitando por todo el territorio. Podemos decir que el juglar, a diferencia del carácter de compositor que tenían los trovadores, era actor e intérprete, usando algunas veces técnicas como la mímica y la dramatización.
A nivel artístico podemos destacar los cancioneros, composiciones que tenían tres partes claramente diferenciadas: Por un lado, el trovador narraba su vida, en un segundo punto, explicaba por qué había compuesto dicho poema y, por último, cantaba el poema en sí. En cuanto al estilo, podemos diferenciar a grandes rasgos entre trova leve (composición sencilla, hecha para que todo el mundo la entendiera), y trova hermética (en la que se complejizaba tanto la forma como de los conceptos).
También hubo mujeres trovadoras, las trobairitz. Plasmaron en su obra los sentimientos amorosos más profundos. La riqueza musical y poética de sus composiciones están a la altura de los poemas de sus compañeros masculinos. Este es el caso de Beatriz de Día.

## Vida

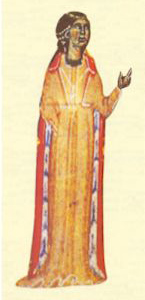
Dibujo medieval de la Condesa de Día.

En los documentos de la época aparece solo como comtessa de Dia, pero lo más probable es que fuese hija del conde Isoardo II de Dia, una ciudad al noreste de Montelimar hoy conocida como Die en el departamento de Drôme, Francia meridional. Nació en torno al 1140. Algunas fuentes sostienen que nació en el seno del delfinado de Viennois, hija de Guiges IV. 

El título de condesa de Dia vendría de haberse casado con Guillermo I de Poitiers. Beatriz de Día es más conocida como la condesa de Día y, aunque las fuentes son escasas, podemos llegar a su vida a través de su vida: 
“La comtessa de Dia si fo moiller d’En Guillem de Peitieu, bella domna e bona. Et enamoret se d’En Rambaut d’Aurenga, e fez de lui mantas bonas cansos”.
«La Condesa de Día fue mujer de Guillermo de Poitiers, una señora bella y buena. Y se enamoró de Rimbaud de Aurenga, e hizo sobre él muchas bellas canciones». Rimbaud o Raimbaut vivió entre 1146 y 1173. Bruckner, Shepard y White citan el análisis de Angela Rieger de las canciones, que las asocia, a través de evidencia intertextual, con el círculo de poetas formado por Raimbaut d'Aurenga, Bernart de Ventadorn, y Azalais de Porcairagues. Marcelle Thiébaux, y Claude Marks la han relacionado no con Raimbaut d'Aurenga sino con su sobrino o sobrino-nieto del mismo nombre. Si sus canciones están dirigidas al sobrino de Raimbaut d'Aurenga, Raimbaut IV, la Comtessa de Dia puede que urgiera a este último a apoyar a Raimundo V de Tolosa.
También se ha sostenido la hipótesis de que la Comtessa de Dia estuvo en realidad casada con el hijo de Guillermo, Ademar de Peiteus, cuya esposa se llamada Philippa de Fay, y que su auténtico amante fue Raimbaut de Vaqueiras.

## Obra

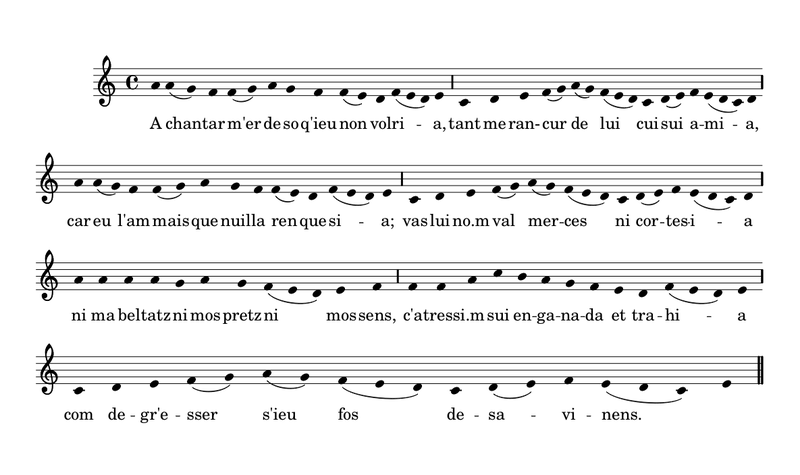
Primer verso de A chantar m'er de so qu'eu no volria en notación moderna

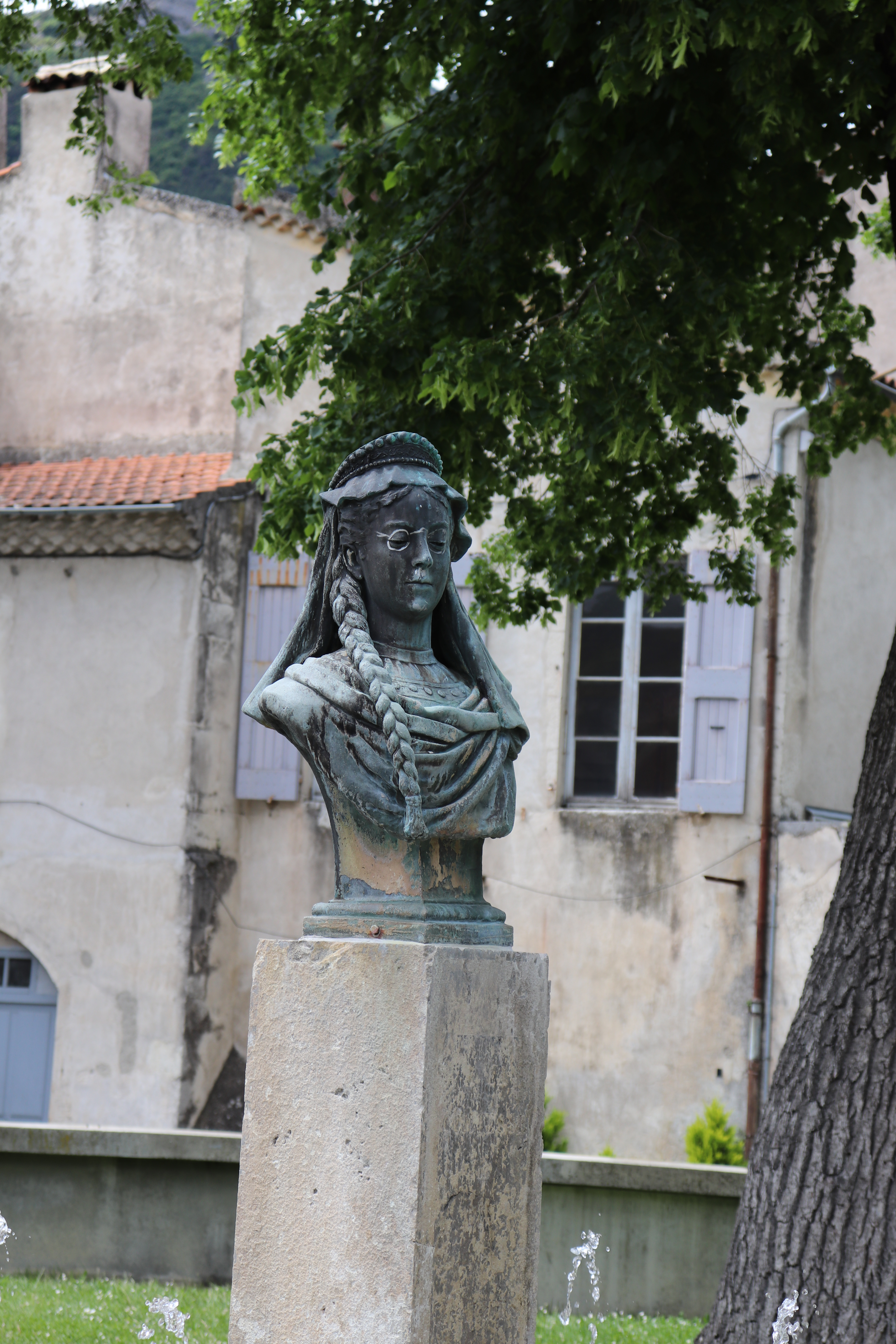
Busto de la condesa en una plaza cercana al centro de Die.

Los poemas de Beatriz a menudo eran acompañados por la música de una flauta. Cuatro de sus cansós han sobrevivido, junto a una tensón. Los estudiosos han debatido si la Comtessa es autora, o no, de Amics, en greu consirier, una tensón habitualmente atribuida a Raimbaut d'Aurenga. Una de las razones para ello es la similitud entre esta composición y su propia Estat ai en greu consirier. Una segunda razón se refiere a las palabras en su vida, Et enamoret se d'En Rambaut d' Aurenga, e fez de lui mantas bonas cansós («Y se enamoró del señor Raimbaut d'Aurenga, y sobre él hizo muchas y buenas cansós»).
Sus manuscritos, poemas y canciones circularon por toda Francia y norte de Italia, lo que supone que fue una trovadora famosa y conocida en su tiempo. 
Se conservan sus poemas:
- Ab joi et ab joven m'apais
- A chantar m'er de so qu'ieu non volria
- Estât ai en greu cossirier
- Fin ioi me don'alegranssa

La materia que usa habitualmente la Comtessa de Dia en sus letras incluye el optimismo, la alabanza de sí misma y su amor, así como la traición. En A chantar, la condesa interpreta el papel de amante traicionada, y a pesar del hecho de haber sido traicionada, sigue defendiendo y alabándose a sí misma. En Fin ioi me don'alegranssa, sin embargo, la condesa se burla del lausengier, una persona conocida por cotillear, comparando a los chismosos con una «nube que oscurece el sol». En estilo literario, la condesa usa un proceso conocido como coblas singulars en A chantar, repitiendo el mismo esquema rítmico con cada estrofa, pero cambiando el ritmo a cada vez. Ab ioi, por su parte, usa coblas doblas, con un esquema rítmico de ab' ab' b' aab'. A chantar usa algunos de los motivos del Idiolio II de Teócrito.

### A chantar
Una tensón entre Giraut de Bornelh y Alamanda de Castelnau se corresponde estrechamente con la estructura de A chantar m'er de so qu'ieu non volria («Debo cantar una canción que preferiría no cantar»). La frase en ella, vestida ni nuda («vestida ni desnuda») es eco de en lieig e quand sui vestida («en la cama y cuando estoy vestida») en Estat ai en greu cossirier («Vivo en el lamento»). La tensó pudo haberse compuesto en respuesta a estas canciones.
Su canción en occitano A chantar m'er de so qu'eu no volria es la única pieza trovadoresca de autoría femenina cuya música sobrevive intacta. La música de A chantar solo se encuentra en Le manuscript di roi, una colección de canciones copiadas en torno a 1270 para Carlos de Anjou, el hermano de Luis IX. 
ción)
A chantar m´er de so qu´eu non volria
Tan me rancur de lui cui sui amia,
Car ieu l’am mais que nuilla ren que sia:
Vas lui no .m val merces ni cortesía
Ni ma beltatz ni mos pret ni mos sens,
C’atressi .m sui enganad’e trahïa
Com degr’ esser, s’ieu fos desavinens.
D’aisso.m conort car anc.non fi faillenssa,
Amics, vas vos per nuilla captenenssa,
Anz vos am mais non fetz Seguis Valenssa,
E platz mi mout quez eu d’ámar vos venssa,
Lo mieus amics, car etz lo plus valens;
Mi faitz orguoill en ditz et en parvenssa,
E si etz francs vas totas autras gens.
Be .m meravill com vostre cors s’orguoilla
Amics, vas me, per qu’ai razon qu’ieu .m duoiilla;
Non es ges dreitz c’autr’amors vos mi tuoilla
Per nilla ren qu’ie .us diga ni acuoilla;
E membre vos cals fo .l comenssamens
De nostr’amor! Ja Dompnedieus non vuoilla
Qu’en ma colpa sia .l departimens.
Proesa grans qu’el vostre cors s’aizina
E lo rics prtez qu’avetz m’en ataïna,
C’una non sai, loindana ni vecina,,
Si vol amar, vas vos non si’ aclina;
Mas vos, amics, etz ben tan conoissens
Que ben devetz conoisser la plus fina,
E membre vos de nostres covinens.
Valer mi deu os pret e mos partages
E ma beltatz e plus mos fis cratges,
Per qu’ieu vos mandad lai on es vostr’ Estatges
Esta chansson que me isa messatges:
Ieu vuoill saber, lo mieus bels amics gens,
Per que vos m’etz tanta fers ni tant salvatges,
Non sai, si s’es orguoills o maltalens.
Mas aitan plus vuoill li digas messatges,
Qu’en trop d’orguoills o ant gran dan maintas gens.
Esta canción nos refleja el dolor por el amor no correspondido, aunque con un lenguaje muy comedido, pues la autora, probablemente, quería reflejar el vacío y la decepción al ser rechazada por su amigo. Está escrita en forma epistolar.

### Fin ioi me don’ alegranssa
Fin ioi me don’ alegranssa,
Per qu’eu chan plus gaiamen,
E non m’o teing a pensanssa,
Ni a nengun penssamen,
Car sai que son a mo dan
Fals lauzengier e truhán,
E lor mals diz non m’esglaia:
Anz en son dos tanz plus gaia.
Em mi nom an ges fianssa
Li lauzengier mal dizen,
C’om non pot aver honranssa
Qu’a ab els acordamen;
Qu’ist son d’altrestal sembaln
Com la niuols que s’espan
Qu.l solels en pert sa raia,
Per qu’eu non am gent savaia.
E vos, gelos mal parlan,
No .s cuges que m,an tarzan,
Que iois e iovenz no .m plaia,
Per tal que dols vos deschaia.
Nos encontramos frente a un poema amoroso que refleja la felicidad de ella por el sentimiento pasional que le produce. Se muestra osada, valiente, ya que la alegría del amor corre por sus venas.

### Estat ai greu cossirier
Estat ai en greu cossirier
Per un cavallier qu’ai agut,
E vuoil sia totz tenps saubut
Cum ieu l’ai amat a sobrier;
Ara vei qui’eu sui trahida
Car ieu non li donei m’amor,
Don ai estat en gran error
En lieig e quand sui vestida.
Ben volria mon cavallier
Tener un ser en mos bratz nut,
Qu’el s’en tengra per erubut
Sol qu’a lui fezes cosseillier;
Car plus m’en sui abellida
Non fetz Floris de Blancheflor:mamaon

Mon sen, mon huoills e ma vida.
Bels amics avinens e bos,
Cora.us tenrai en mon poder?
 El diablo
E que jagues ab vos un ser
E qu’ie.us des un bais amoros;
Sapchatz, gran talan n’auria
Qu’ie.us tengues en luoc del marit,
Ab so que m’aguessetz plevit
De far tot so qu’ieu volria.
Es la más famosas de sus obras, pues nos muestra se nos refleja una autora sensual, realista y valiente. Podemos destacar el final que dice ‘’ Sabed que tendría gran deseo de teneros en lugar del marido, con la condición de que me concedierais hacer todo lo que yo quisiera’’. De esta forma, rompe con la imagen de mujer callada, sensible y recatada.

### Ab joi et ab joven m’apais
Ab joi et ab joven m’apais,
E jois e jovens m’apaia,
Que mos amics es lo plus gais,
Per qu’ieu sui coindet’e guaia;
E pois ieu li sui veraia,
Bei.s taing qu’el me sia verais,
Qu’anc de lui amar non m’en estrías
Ni ai cor que m’en estraia.
Mout mi plai, quar sai que val mais
Cel qu’ieu plus decir que m’aia,
E cel que premiers lo m’atrais
Dieu pret que gran joi l’atraia;
No.l creza, fors cel qui retrais
C’om cuoill maintas vetz los balais
Ab qu’el mezeis se balaia.
Dompna que en bon pret s’enten
Deu ben pausar s’entendenssa
En un pro cavalier valen,
Pois qu’ill conois sa valenssa,
Que l’aus amar a presenssa;
Que dompna, pois am’a presen,
Ja pis li pro ni li valen
Non dirant mas avinenssa.
Qu’ieu n’ai chausit un pro e gen,
Per cui pret meillur’e genssa,
Larc et adreig e conoissen,
On es sens e conoissenssa
Pret li quem’aia crezenssa,
Ni om no.l puosca far crecen
Qu’ieu fassa vas lui faillimen,
Sol non trob en lui faillensa.
Amics, la vostra valenssa,
Sabon li pro e li valen,
Per qu’ieu vos quier de mantenen,
Si.us pali, vostra mantenenssa.
De nuevo nos encontramos frente a un canto de la pasión y la osadía, en la que ataca a la visión moralista de los envidiosos y resalta el sentimiento de libertad.

## En la cultura popular
Es protagonista de una serie de novelas históricas de la autora germano-oriental Irmtraud Morgner.